# Associação Portuguesa do Ensino Superior Privado
A Associação Portuguesa do Ensino Superior Privado (APESP), é uma associação de direito privado de instituições de ensino superior particular ou cooperativo portuguesas reconhecidas nos termos da Lei n.º 62/2007, de 10 de setembro (Regime jurídico das instituições de ensino superior)
A APESP integra entidades instituidoras de estabelecimentos de ensino partiular ou cooperativo e os estabelecimentos de ensino por elas instituídos.
A APESP «tem por objecto social o desenvolvimento das acções necessárias ao exercício da liberdade de aprender e ensinar ao nível do ensino superior e de assegurar o respeito pela plena integração do ensino superior privado no sistema educativo português, com identidade e dignidade próprias, desempenhando a defesa dos legítimos interesses das suas associadas e exercendo a sua representação perante quaisquer entidades.»

## Presidência
A APESP tem como presidente o Dr. João Redondo, Chanceler das Universidades Lusíada e Presidente da Fundação Minerva, reeleito em 2018 para um novo mandato de três anos.

## Algumas entidades de que a APESP é membro
A APESP é membro:
- Do Conselho Coordenador do Ensino Superior[5]
- Da Comissão Nacional de Acesso ao Ensino Superior[6]
- Do Conselho Consultivo da Agência  de  Avaliação  e  Acreditação  do  Ensino Superior[7]
- Do Conselho Geral do Instituto de Avaliação Educativa, I. P.,[8]